# Silfio
Il silfio (conosciuto anche come silphion o laser o laserpicio) è una pianta estinta appartenuta probabilmente al genere Ferula (famiglia Apiaceae o Ombrellifere). Cresceva in una ristretta zona costiera, di circa 200 per 60 km, in Cirenaica (attuale Libia). Spesso descritto come una specie estinta di "finocchio gigante", il silfio è considerato come la prima specie vegetale della cui estinzione si ha documentazione scritta. 
Rappresentava un tempo la maggiore risorsa commerciale dell'antica città di Cirene per il suo utilizzo come spezia e medicinale. La pianta era così importante per l'economia cirenaica che divenne il simbolo della città ed era rappresentata in molte delle sue monete.
Secondo la leggenda, la pianta era un dono del dio Apollo. Era ampiamente utilizzata dalla maggior parte delle antiche culture mediterranee; i Romani la consideravano "valere il suo peso in denarii."
Il prodotto di valore era una resina (detta laser o laserpicium) ricavata dalla pianta. Veniva raccolta in maniera simile alla Ferula assafoetida, una pianta con proprietà simili al silfio, tanto che i Romani, compreso il geografo Strabone, usavano la stessa parola per descrivere entrambe.
A parte i suoi usi nella cucina greco-romana (come ad esempio nelle ricette di Apicio), la pianta era utilizzata per molte applicazioni mediche. Si riteneva che curasse la tosse, la gola irritata, la febbre, l'indigestione, i dolori, le verruche ed altri tipi di malattie, ma soprattutto, secondo Plinio il Vecchio, era utilizzata come contraccettivo. Oggi sappiamo che molte specie appartenenti alla famiglia delle Apiaceae hanno proprietà estrogeniche, ed è stato dimostrato che alcune (come la carota selvatica) possono fungere da abortivo; è quindi possibile che la pianta fosse farmacologicamente attiva per la prevenzione o l'interruzione della gravidanza.
Nel carme 7 del suo Liber, Catullo cita la città di "Cirene ricca di silfio" (lasarpiciferis...Cyrenis) per caratterizzare il deserto libico, i cui granelli di sabbia sono tanto numerosi quanti i baci richiesti dal poeta.
Alcune fonti sostengono che il tradizionale simbolo del cuore (♥) derivi dalla forma dei suoi semi (vedi sezione Simbologia).

## Estinzione

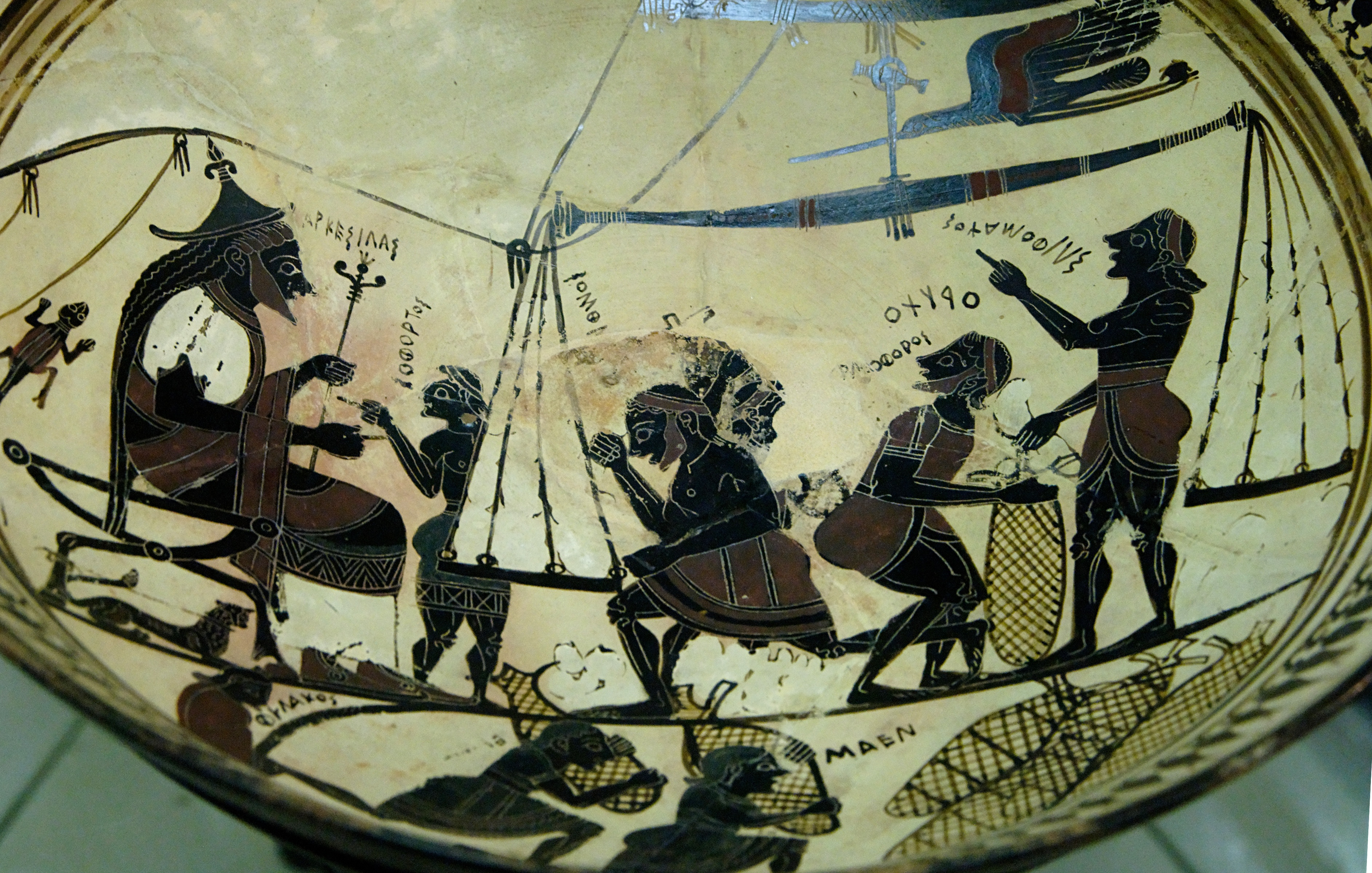
La Coppa di Arkesilas conservata al Cabinet des médailles: Arcesilao II di Cirene assiste alla pesatura del silfio.

La ragione della presunta estinzione del silfio non è completamente chiara. Una tesi si basa su un aumento della domanda di animali cresciuti nutrendosi della pianta per via dei presunti effetti sulla qualità della carne. Sta di fatto che il pascolo eccessivo combinato con un'eccessiva raccolta potrebbero aver provocato l'estinzione.
Il clima del Maghreb è andato progressivamente inaridendosi nel corso dei millenni e la desertificazione potrebbe essere stata un altro fattore.
Un'altra teoria punta il dito contro l'avidità dei governatori della provincia romana Creta et Cyrene; la cosa sarebbe del tutto plausibile, visto che la corruzione dei governatori romani era già stata documentata da Cicerone nelle sue Verrinae. Dopo aver preso il potere dai coloni greci che avevano governato Cirene democraticamente per secoli, i governatori avrebbero cercato di massimizzare i profitti della loro provincia facendo coltivare intensivamente il silfio, ma rendendo in questo modo il suolo inadatto ad ospitare la pianta selvatica a cui si attribuiva il valore di medicinale. Teofrasto dice che il tipo di Ferula che veniva specificamente chiamata "silfio" aveva delle esigenze così particolari da crescere solo allo stato selvatico e da non poter essere coltivata con successo su di un terreno dissodato. La validità di questa affermazione è comunque dubbia, visto che Teofrasto stava semplicemente citando una testimonianza di un'altra fonte.
J. S. Gilbert, in una sua ipotesi, ritiene che il prodotto esportato (che era una specie di gomma) non derivasse unicamente dalla pianta ma che vi fossero miscelati anche degli intestini di insetto contenenti il composto chimico cantaridina. Per rendere il prodotto appetibile secondo i gusti dei greci, l'ingrediente derivato dall'insetto sarebbe stato tenuto segreto. Quando i governatori romani presero il controllo della regione, per la produzione del silfio avrebbero utilizzato il lavoro degli schiavi, che però ignoravano il modo in cui il prodotto avrebbe dovuto essere preparato: poiché non si riusciva più ad ottenere la stessa qualità di un tempo, si pensò che la vera pianta del silfio si fosse estinta. La cantaridina è tossica per l'uomo, e un po' come per la Mentha pulegium, l'ingestione di una piccola quantità non ucciderebbe necessariamente un adulto, ma potrebbe molto più facilmente uccidere un embrione in via di sviluppo.
Gli ultimi esemplari vennero donati all'imperatore Nerone a titolo di curiosità, come scrive Plinio il Vecchio nel suo celebre trattato Naturalis historia.
Mentre Ferula assafoetida è considerata come la specie ancora esistente più somigliante al silfio, si è spesso tentato di riconoscerlo in alcune specie vegetali ancora esistenti (per esempio, Ferula tingitana). Tuttavia, molto più promettente è la recente (2021) ipotesi che il silfio non sia altro che Ferula drudeana, una rara specie endemica della Cappadocia, raccolta nel 1909, classificata nel 1930, riscoperta nel 1983 e riconosciuta con ottime probabilità come silfio fra il 2012 e il 2022. 

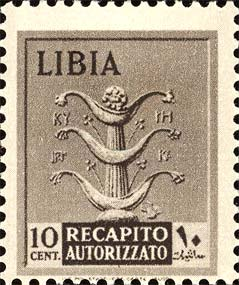
Il silfio in un francobollo da 10 centesimi del 1942 della Libia italiana.

## Simbologia
Ci sono state alcune speculazioni sul nesso tra il silfio e la tradizionale simbologia della forma del cuore (♥).
Alcuni ritengono che il simbolo del cuore, in ambito religioso, sia stato utilizzato per la prima volta nel XVII secolo, quando Santa Margherita Maria Alacoque ebbe una visione di una forma di cuore dentro una corona di spine. Ad ogni modo, il simbolo è presente in vetrate molto più antiche.
Il simbolo è piuttosto simile al geroglifico egizio utilizzato per indicare il concetto del cuore (ỉb):
| F34 |

La natura sessuale di quel concetto, combinata con l'ampio uso del silfio nell'antico Egitto per il controllo delle nascite, e il fatto che i semi del silfio erano a forma di cuore, lascia pensare che il geroglifico ỉb possa essere derivato dalla forma del seme di silfio.

## Araldica
Nel 1919 alla Cirenaica italiana venne concesso, con regio decreto del 3 aprile 1919, uno stemma «d'azzurro, al silfio d'oro reciso, e sormontato da una stella d'argento. Lo scudo timbrato da corona antica romana»; il colore del fondo dello scudo divenne successivamente (tra il 1932 e il 1937) rosso e in quest'ultima versione appare nell'arma concessa alla Libia italiana il 16 dicembre 1940.
Il silfio d'oro è stato poi assunto nell'araldica militare italiana quale simbolo delle unità che hanno combattuto nelle campagne in Africa settentrionale durante la seconda guerra mondiale.

Stemma ufficiale della Cirenaica italiana dal 1919 al 1943
Stemma ufficiale della Libia italiana dal 1940 al 1943
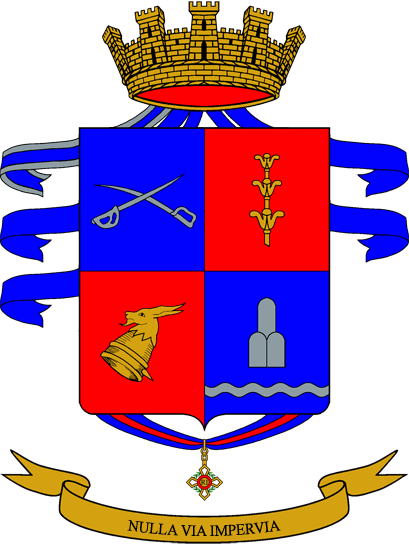
Stemma del 14º Battaglione bersaglieri "Sernaglia", silfio d'oro su fondo rosso nel 2º quarto
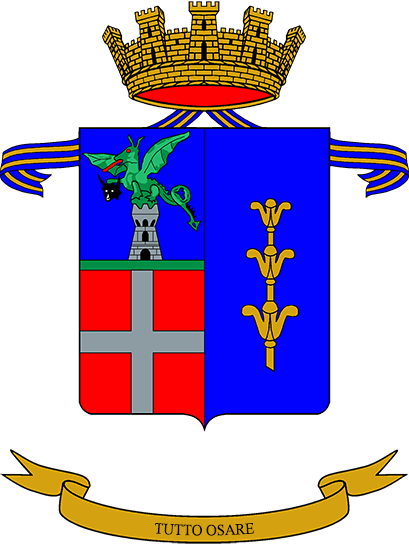
Stemma del 21º Reggimento genio guastatori, silfio d'oro su fondo azzurro a destra dello scudo
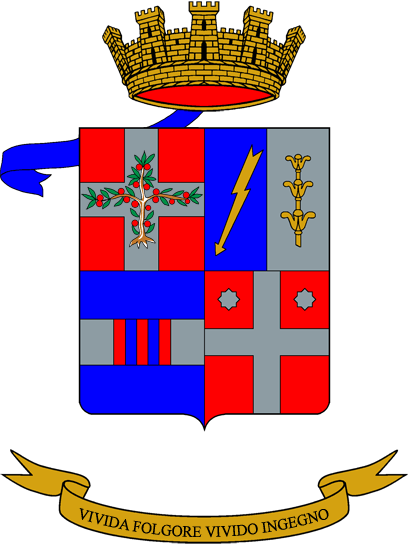
Stemma del 184º Reggimento Sostegno TLC, silfio d'oro su fondo argento a destra in alto dello scudo
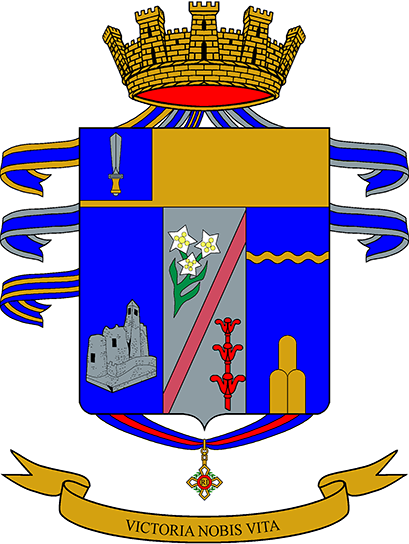
Stemma del 12º Reggimento bersaglieri, silfio di rosso su fondo argento, al centro in basso dello scudo
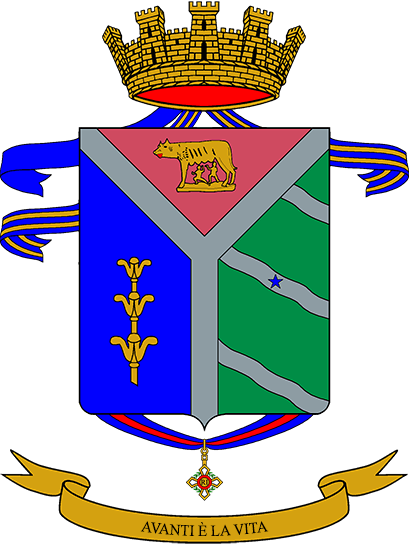
Stemma dell'8º Reggimento genio guastatori paracadutisti "Folgore", silfio d'oro su fondo azzurro a sinistra dello scudo